# Campeonato Mundial de Ciclismo em Pista de 1938
O Campeonato Mundial UCI de Ciclismo em Pista de 1938 foi realizado em Amsterdã, na  Holanda, entre os dias 27 de agosto a 4 de setembro. Foram disputadas três provas masculinas, duas de profissionais e uma de amador.

## Sumário de medalhas

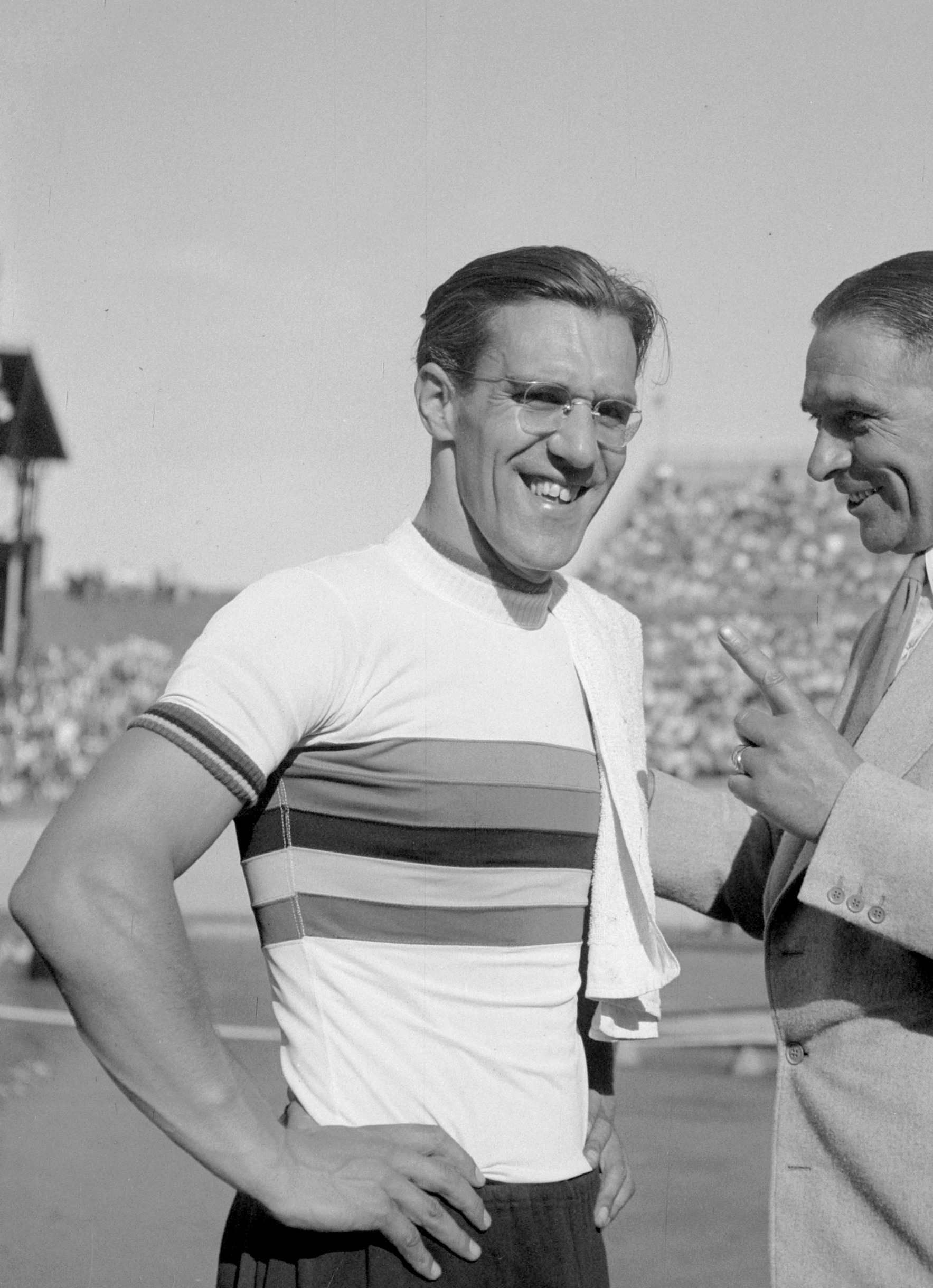
Arie van Vliet ciclista profissional da Holanda vencedor da prova de velocidade.

| Eventos profissionais masculinos |                                      |                           |                             |
| Velocidade individual            | Arie van Vliet · Países Baixos       | Jef Scherens · Bélgica    | Albert Richter · Alemanha   |
| Motor-paced                      | Erich Metze · Alemanha               | Walter Lohmann · Alemanha | Eduardo Severgnini · Itália |
| Evento amador masculino          |                                      |                           |                             |
| Velocidade individual            | Johan Van Der Vijver · Países Baixos | Bruno Loatti · Itália     | Jan Derksen · Países Baixos |

## Quadro de medalhas
| Ordem | País          | Medalha de ouro | Medalha de prata | Medalha de bronze | Total |
| ----- | ------------- | --------------- | ---------------- | ----------------- | ----- |
| 1     | Países Baixos | 2               | 0                | 1                 | 3     |
| 2     | Alemanha      | 1               | 1                | 1                 | 3     |
| 3     | Itália        | 0               | 1                | 1                 | 2     |
| 4     | Bélgica       | 0               | 1                | 0                 | 1     |